# Platymantis paengi
Platymantis paengi é uma espécie de anfíbio anuros da família Ceratobatrachidae. Está presente nas Filipinas. A UICN classificou-a como deficiente de dados.